# Annihilation électron-positron

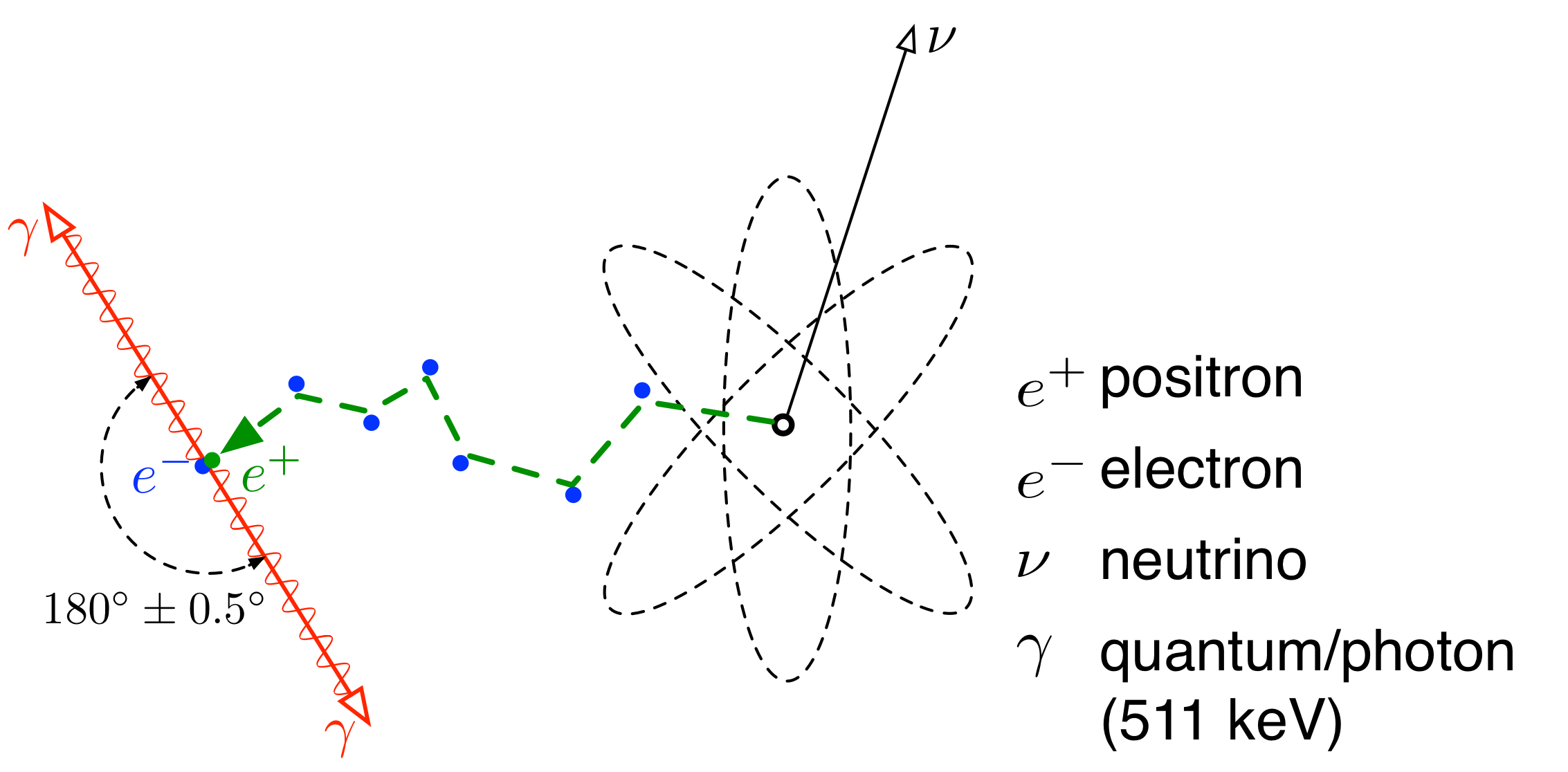
Annihilation électron-positron intervenant de façon naturelle à la suite d'une désintégration β^{+}.

Diagramme de Feynman d'une annihilation électron-positron.

Une annihilation électron-positron est le résultat possible de la collision d'un électron et de son antiparticule, le positron. L'électron et le positron sont annihilés et deux (ou plus) photons gamma sont créés ou, dans le cas de collisions à haute énergie, des photons et d'autres particules.

## Lois de conservation
Le processus doit vérifier un ensemble de lois de conservation, notamment :
- conservation de la charge électrique : la charge électrique totale doit être nulle avant et après l'annihilation ;
- conservation de l'impulsion et de l'énergie totales, ce qui interdit la création d'un photon unique même si la théorie quantique des champs l'autorise de façon transitoire[réf. nécessaire] ;
- conservation du moment cinétique.

## Basse énergie
L'état final le plus probable est la création de deux ou plusieurs photons gamma. La conservation de l'énergie et de l'impulsion interdit la création d'un seul photon, avec comme exception le cas des électrons atomiques fortement liés. Le cas le plus commun est la création de deux photons ayant chacun une énergie supérieure ou égale à l'énergie au repos de l'électron ou du positron, c'est-à-dire 511 keV. L'étude du processus dans le référentiel du centre des masses dans lequel le système n'a aucune impulsion avant l'annihilation indique que les photons gamma sont émis dans des directions opposées. Dans certains états de moment cinétique, il est nécessaire que trois photons soient émis pour respecter la parité de charge (en). Un plus grand nombre de photons peut aussi être émis mais la probabilité de ces processus complexes diminue à chaque photon supplémentaire.

## Haute énergie
Si l'électron ou le positron, ou les deux, ont des vitesses importantes, d'autres particules plus lourdes peuvent aussi être créées (comme les mésons D), puisque l'énergie cinétique du système est suffisante pour fournir les énergies au repos de ces particules. Des particules légères peuvent aussi être créées avec des vitesses importantes.
À des énergies proches ou plus grandes que la masse des porteurs de l'interaction faible (boson W et boson Z), l'intensité de l'interaction faible devient comparable à celle de l'interaction électromagnétique. En conséquence, il devient beaucoup plus facile de créer des particules comme les neutrinos qui interagissent peu avec la matière.
Les paires de particules les plus lourdes créées par annihilation électron-positron en accélérateur de particules sont les paires boson W+–boson W-. La plus lourde particule unique créée par cette méthode est le boson Z. Une des motivations de la construction de l'International Linear Collider était la création du boson de Higgs par annihilation électron-positron.

## Utilisation
L'annihilation électron-positron est le phénomène à la base de la tomographie par émission de positons (TEP) et de la spectroscopie par annihilation de positron (en) (SAP). Il est aussi utilisé comme méthode pour mesurer les surfaces de Fermi et la structure de bandes des métaux.

## Processus inverse
Le processus inverse, la création électron-positron est une forme de création de paires.